# 155 (dancecollectief)
155, ook bekend als eenvijfvijf, is een breakdance collectief gevestigd in Utrecht. Het collectief is ontstaan uit een gedeelde passie voor dans, bewegingsvormen, muziek, film, komedie en kunst. 155 maakt voorstellingen, films en sketches waarbij beweging en dans centraal staan. 

## Biografie
155 is opgericht door een groep vrienden die elkaar al ruim 20 jaar kennen en afkomstig zijn van de middelbare school in Wageningen. De kernleden van het collectief zijn Erik Bos, Thomas Bos, Rein Luuring en Thomas van Kalmthout. Andere dansers en performers waar het collectief mee samenwerkt zijn o.a. Liam McCall, Deion ‘Crow’ Holwijn, Levi Rapaport en Freek Nieuwdorp.
Het collectief is ontstaan uit de breakdance crew iLL Skill Squad, opgericht in 1999 in Wageningen. Na en tijdens het voltooien van verschillende individuele studies bleven de leden verbonden door hun liefde voor dans. In 2010 kreeg het collectief bekendheid door hun deelname aan Holland's Got Talent.
155 heeft verschillende prijzen en erkenningen ontvangen voor hun werk, waaronder een Zilveren Krekel en Gouden Krekel voor de voorstelling CONTROLE in 2023, een nominatie voor de Zwaan in categorie ‘Meest Indrukwekkende Dansproductie’ voor CONTROLE in 2023, en diverse (inter)nationale awards voor hun dansfilm STOMPEN.
Daarnaast verzorgde de groep de choreografie voor de videoclip van Steam Waltz, het comeback nummer van de band John Coffey in 2023. Tevens performden zij in dezelfde clip en tijdens live optredens van de band in Afas Live in december 2023 en op Lowlands in 2023.
In december 2023 zond tv-programma het Klokhuis een aflevering over 155 uit.

## Artistiek
Het werk van 155 wordt gekenmerkt door humor, beweging, collectiviteit, toegankelijkheid en multidisciplinariteit. Ze benaderen maatschappelijke thema's met speelsheid en humor, waarbij ze imperfectie omarmen en zwaarte verlichten. In hun voorstellingen is er een mix van breakdance, beweging, komedie, (live) muziek en film te zien. 
Het collectief heeft verschillende voorstellingen geproduceerd, waaronder CONTROLE, JOHNNY,  ALTO, MOTORS, stuk en Stuntkont. Met hun voorstellingen traden ze op in theaters in binnen- en buitenland, maar ook op verschillende festivals waaronder Lowlands, Sziget en De Parade.
Daarnaast produceert 155 films en sketches waarin beweging centraal staat. De meest recente dansfilm is STOMPEN. De film werd in Nederland o.a. vertoond op Het Nederlands Filmfestival, Cinedans en de Nederlandse Publieke Omroep. In het buitenland was de film onder de naam FIST te zien op filmfestivals in o.a. Hong Kong, Mexico, Venezuela, Zweden, IJsland en Spanje. In hun sketches werkt het collectief op regelmatige basis samen met Het Klokhuis.

## Awards[5]
- 2023: Gouden Krekel ‘Meest indrukwekkende jeugdproductie’ voor CONTROLE (i.s.m Maas theater & dans)
- 2023: Zilveren Krekel ‘Meest indrukwekkende jeugdproductie’ voor CONTROLE  (i.s.m Maas theater & dans)
- 2023: The Best Dance Film Award 2023 op Dance Film Festival Prague voor STOMPEN (i.s.m. Blackframe)
- 2023: Best Music & Dance op Short Film Factory Bucharest voor STOMPEN (i.s.m. Blackframe)
- 2022: Encouragement Award op Cinedans Amsterdam voor STOMPEN (i.s.m. Blackframe)
- 2022: Jumping Frames International Award in Hong Kong voor STOMPEN (i.s.m. Blackframe)
- 2022: Audience choice op Mill Performing Arts on Screen Greece
- 2022: Editors’ choice op Mill Performing Arts on Screen Greece
- 2022: Film of the Festival Award op Exeter Dance International Film Festival
- 2019: Zilveren Krekel voor MOTORS
- 2019: Best International Screendance voor LEER by Inshadow Festival Lisbon
- 2018: Prijs Jong Publiek van de Nederlandse Dansdagen
- 2018: Eervolle vermelding van Rotterdams Open Doek voor LEER
- 2018: Best Direction op Short & Sweet Festival New Zealand voor LEER
- 2014: DOX Talentprijs
- 2014: André Gringas Award op het Holland Dance Festival

## Repertoire

### Voorstellingen
- 2024: Stuntkont (co-productie met Maas theater & dans)
- 2023: JOHNNY (locatievoorstelling bij Theater Walhalla)
- 2022 - 2023: CONTROLE (co-productie met Maas theater & dans)
- 2022: ALTO (co-productie met Magic Tom & Yuri)
- 2020 - 2021: stuk (co-productie met Maas theater & dans)
- 2019 - 2020: MOTORS
- 2019: TRIP
- 2018: MOTORS
- 2018: Pulse (co-productie met Artvark)
- 2018: LIJF (i.s.m. Coockachoo en DOX)
- 2018: TRIP
- 2017: LIJF (i.s.m. Coockachoo en DOX)
- 2017: Jonga (i.s.m AfroVibes festival en DOX)
- 2016: Superfood
- 2015-2016: Episch (co-productie met DOX)
- 2015: Jonga (i.s.m. AfroVibes festival en DOX)
- 2014: Ultranormaal (co-productie met DOX)
- 2013: 155 (co-productie met DOX)
- 2012: Ultranormaal (co-productie met DOX)
- 2012: Straight
- 2011: 155 (co-productie met DOX)
- 2011: Youweeltjes (i.s.m. DOX)
- 2011: So You Think You Got The Next Star Factor

### Films[18]
- 2022: STOMPEN (i.s.m. Blackframe)
- 2020: GAT
- 2018: LEER

### Sketches[19]
- 2023: Meerkamp (i.s.m. Het Klokhuis)
- 2023: Bergbeklimmen (i.s.m. Het Klokhuis)
- 2023: Duizendklapper
- 2023: Stiefbroers
- 2022: Industrial underground kunstschaatsen
- 2022: Kunstschaatsen (i.s.m. Het Klokhuis)
- 2022: Breakdance (i.s.m. Het Klokhuis)
- 2022: Nieuw op de weg (i.s.m. Het Klokhuis)
- 2022: Kimono (i.s.m. Het Klokhuis)
- 2022: Ik voel het (i.s.m. Het Klokhuis)
- 2021: Papa Tiktok
- 2021: The Healer
- 2021: Marco yoga’tje
- 2021: Metaal
- 2021: Kapotmaken is ook maken
- 2021: Tristan exposed iedereen in de elite danswereld
- 2020: Marco schroeven
- 2020: Marco motor
- 2020: Marco lekke wijf
- 2020: The Creator
- 2019: Olie